# Eduard Puggé

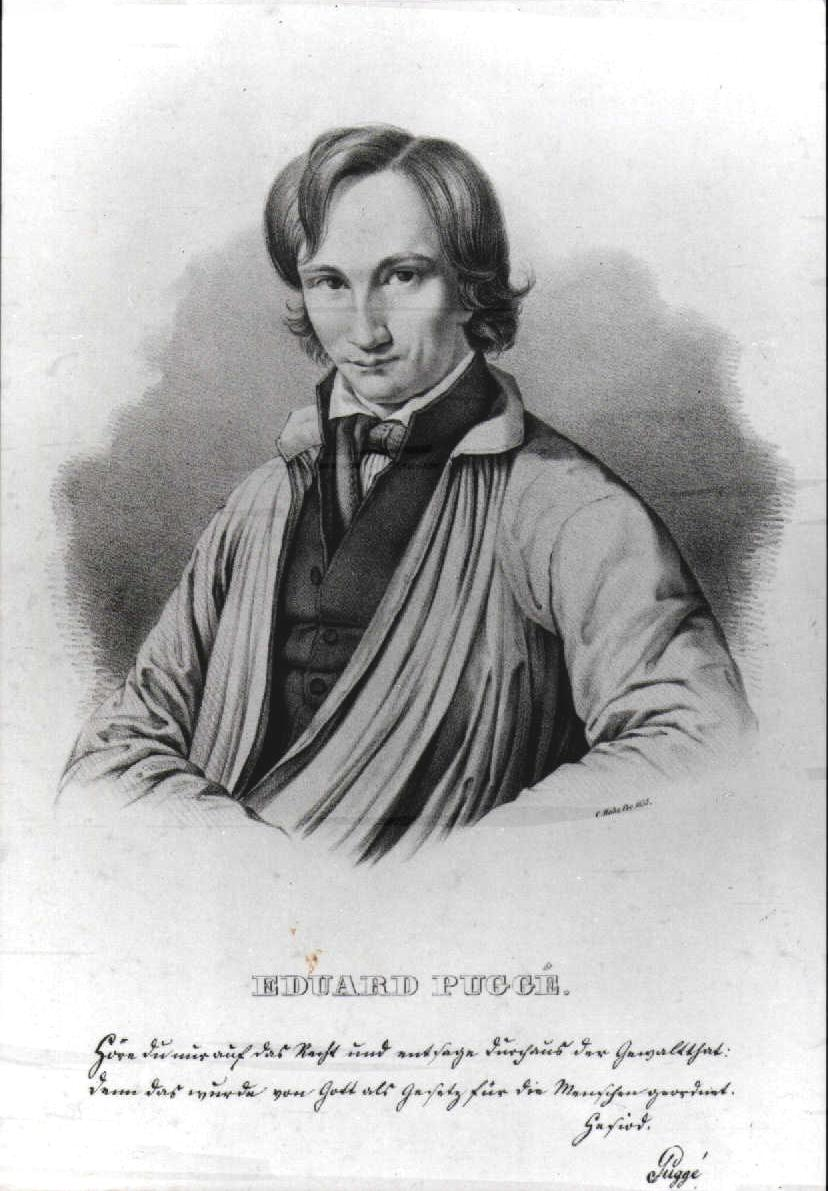
Eduard Puggé 1835

Peter Gottlieb Eduard Puggé (* 25. Dezember 1802 in Hessen-Kassel; † 5. August 1836 in Bonn) war ein deutscher Jurist und Vertreter der historischen Rechtsschule.

## Leben
Puggé besuchte gemeinsam mit Johannes Peter Müller das Gymnasium in Koblenz. Zuerst immatrikulierte er sich in Bonn im Fach Rechtswissenschaften. Hier lernte er Hoffmann von Fallersleben kennen. Gemeinsam mit Müller war Puggé 1818–1819 in der Burschenschaft aktiv. Dann studierte er in Straßburg, Berlin und Göttingen. In Berlin war Puggé ein Hörer von Friedrich Carl von Savigny, dessen historischer Rechtsschule er sich anschloss.
In Göttingen promovierte er 1824 und habilitierte sich am 21. Oktober 1824 an der Universität Bonn. Er wurde am 6. Mai 1826 zum außerordentlichen Professor und am 28. Juli 1831 zum ordentlichen Professor ernannt. Er lehrte Staats-, Völkerrecht, Rechtsphilosophie, Enzyklopädie und Methodologie der Rechtswissenschaften. Puggé leistete auch wichtige Arbeit zur Katalogisierung der Bibliothek der juristischen Fakultät der Bonner Universität.
Einer seiner letzten Studenten war der junge Karl Marx. Er belegte bei Puggé im Wintersemester 1835/36 die Vorlesungen „Encyclopaedie und Methodologie der Rechtswissenschaft“ und im Sommersemester 1836 „Naturrecht“ und „Europäisches Völkerrecht“.
Im Februar 1835 porträtierte der Bonner Maler Christian Hohe Puggé und setzte ein Zitat aus Hesiod darunter: „Höre du nur auf das Recht und entsage durchaus der Gewaltthat: denn das wurde von Gott als Gesetz für die Menschen geordnet.“ (Hesiod)
Das Motiv seines Selbstmordes ist unbekannt.
Über seinen unerwarteten Tod berichteten mehrere Zeitungen, unter anderem hieß es in der Münchener Politischen Zeitung und im Neuen Nekrolog der Deutschen, dass er Mittags noch seine Vorlesungen hielt, „und am Abende, als er eben in sein Haus eintreten wollte, auf der Schwelle todt niederfiel“ Die Allgemeine Zeitung und die Bayreuther Zeitung zitierten ein Schreiben aus der Frankfurter Oberpostamtszeitung, nachdem er am  wurde.
Johann Caspar Bluntschli berichtete über Puggé:

„Zu seinem Schwiegersohn, Professor Puggé, kam ich in Nähere Beziehung. Ich harmonierte in mancher Hinsicht mit dem geistreichen, aber unglücklichen Manne. Auch über religiöse Dinge unterhielt ich mich gerne mit ihm, obwohl da unsere Ansichten weit auseinander gingen. Er war Katholik, aber sein Katholicismus war durch die Schelling'sche Philosophie beleuchtet und freier als gewöhnlich. (…) Ich las Institutionen, Rechtsgeschichte, Pandekten und leitete Interpretationübungen der Studierenden. In allen diesen Dingen folgte ich den Vorbildern meiner frühen Lehrer Keller, Savigny, Hasse und Puggé.“

## Familie
Am 19. Oktober 1827 heiratete Puggé Julie (geborene Hasse, * 1807, † 24. September 1834), die Tochter seines Bonner Kollegen Johann Christian Hasse. Aus der Ehe gingen zwei Kinder hervor:
- Emma (* 23. November 1828)
- Oskar (* 5. September 1830)

Nach seinem Tod wurden die Kinder in Koblenz untergebracht.

## Werke (Auswahl)
- Theodosiani codicis genuina fragmenta cum ex codice palimpsesto Bibliothecae R. Taurinensis Athenaei edita, tum ex membranis Bibliothecae Ambrosianae mediolanensis in lucem prolata. Marcus, Bonn 1825 (archive.org).
- mit F. Blume, J. C. Hasse, G. F. Puchta (Hrsg.): Rheinisches Museum für Jurisprudenz. Band 1–4, Bonn 1827–1830 (2. Jahrgang 1828, books.google.com).
- Welche Wirkung tritt ein, wenn der Usufructuar den Ususfructus an einen Extraneus in Jure cediert? In: Rheinisches Museum für Jurisprudenz. 1. Jahrgang, Heft 1, Bonn 1827, S. 147–157.
- Rechtsgeschichtliche Bemerkung. In: Rheinisches Museum für Jurisprudenz. 2. Jahrgang, S. 87–93 und 292–299.
- Obeservationes duae iure civili. Ulp. tit. 12. Bonn 1831.
- Ad Audiendam Orationem De Rationibus Quibus Successio In Bona Defuncti Nitatur Pro Aditu Muneris Professoris Ordinarii In ordine Ictorum Die VII. Novembris H. XI. In Aula Vicaria Habendam Observantissime Invitat Eduardus Puggé Utriusque Iuris Doctor. Insunt observationes duae de iure civili. Georgi, Bonn 1831, urn:nbn:de:bvb:12-bsb10976376-2.
- mit Bluhme, Böcking, Hollweg, Puchta, Unterholzer (Hrsg.): Neues Rheinisches Museum für Jurisprudenz. Band 5–7, Göttingen / Bonn 1832–1834.
- Corpus iuris Romani anteiustiniani. Bonn 1835–1840 (archive.org).
- Über die deutschen Universitäten. Betrachtung der Schrift des Herrn Seminardirectors F. A. M. Diesterweg. „Über das Verderben auf den deutschen Universitäten“. Essen, 1836. Marcus, Bonn 1836 (Gegenschrift zu: Friedrich Adolph Wilhelm Diesterweg: Die Lebensfrage der Civilisation. (Fortsetzung.) Oder: Ueber das Verderben auf den deutschen Universitäten. Dritter Beitrag zur Lösung der Aufgabe dieser Zeit. Baedecker, Essen 1836.)
- Corpus iuris Romani antejustiniani. 3 Bände, Marcus, Bonn 1837–1844.

## Nachlass
- Ms. 229 Römisches Erbrecht – Nach den Vorträgen des. Prof. Puggé … nachgeschrieben von H[ermann Ariovist] von Fürth – Bonn SS 1835[14]
- drei Briefe an Friedrich Carl von Savigny (1825–1836), Universitätsbibliothek Marburg